# Kim Soo-ro
Kim Soo-ro (Hangul: 김수로, Hán-Việt: Kim Tú Lộ), tên khai sinh là Kim Sang-joong (Hangul: 김상중, Hán Việt: Kim Tướng Trung, sinh ngày 7 tháng 5 năm 1970) là một nam diễn viên người Hàn Quốc.
Kim Su-ro sinh tại thành phố Anseong, tỉnh Gyeonggi. Anh bắt đầu sự nghiệp diễn xuất từ năm 1993 trong phim điện ảnh Two Cops. Một số vai diễn đáng chú ý khác bao gồm: luật sư Kang Seok-ho trong phim truyền hình Cao thủ học đường (2010) và vai phụ trong phim Ngọn gió yêu thương (2004). Anh cũng tham gia chương trình truyền hình thực tế Family Outing.